# Бета-шпилька
Бета-шпилька (іноді її також називають бета-стрічкою або бета-бета-одиницею) — це простий структурний мотив білка, що включає дві бета-нитки, схожі на шпильку. Мотив складається з двох ниток, які примикають до первинної структури, орієнтованих в антипаралельному напрямку (N-кінець одного аркуша примикає до С-кінця наступного) і пов'язані короткою петлею від двох до п'яти амінокислот. Бета-шпильки можуть виникати поодиноко або як частина серії ниток, пов'язаних атомами Гідрогену, які спільно складають бета-лист.

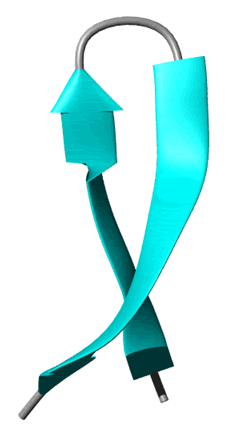
зображення β-шпильки

Такі дослідники, як Франсіско Бланко та ін. використовували ЯМР, щоб показати, що бета-шпильки можуть утворюватися з ізольованих коротких пептидів у водному розчині, що дозволяє припустити, що шпильки можуть утворювати ділянки ядер для згортання білка.

## Класифікація
Бета-шпильки спочатку були класифіковані виключно за кількістю амінокислотних залишків у їх петльових послідовностях, таким чином, що вони були названі одно-, двозалишковими тощо. Однак ця система дещо неоднозначна, оскільки вона не враховує, чи залишки, що сигналізують про кінець шпильки, що пов'зані один із одним. Із тих пір Мілнер-Уайт і Поет запропонували вдосконалені засоби класифікації. Бета-шпильки розбиваються на чотири окремі класи, як зображено на малюнку видання (стор. 291). Кожен клас починається з найменшої можливої кількості залишків петлі та поступово збільшує розмір петлі, видаляючи водневі зв'язки на бета-аркуші. Первинна шпилька класу 1 — це петля з одним залишком, де пов'язані залишки поділяють два водневі зв'язки. Потім один водневий зв'язок видаляється, щоб створити петлю з трьома залишками, яка є вторинною шпилькою класу 1. Ця модель продовжується нескінченно і визначає всі бета-шпильки в межах класу. Клас 2 дотримується тієї ж схеми, що починається з двох залишкової петлі з кінцевими залишками, які розділяють два водневі зв'язки. Клас 3 починається з трьох залишків, а клас 4 — з чотирьох залишків. Клас 5 не існує, оскільки первинна шпилька вже визначена в 1 класі.
Ця класифікаційна схема не лише пояснює різні ступені водневого зв'язку, але й щось говорить про біологічну поведінку шпильки. Одномісні заміни амінокислот можуть руйнувати певний водневий зв'язок, але не розгортають шпильку або змінюють її клас. З іншого боку, амінокислотні вставки та делеції повинні будуть розгортатися та реформувати всю бета-ланцюг, щоб уникнути бета-опуклості у вторинній структурі. Це змінить клас шпильки в процесі. Оскільки заміни є найпоширенішими мутаціями амінокислот, білок потенційно може зазнати конверсії, не впливаючи на функціональність бета-шпильки.

## Згортання та динаміка зв'язування
Розуміння механізму, завдяки якому мікродомени згортаються, може допомогти пролити світло на складові цілі білки. Дослідження бета-шпильки під назвою chignolin (див. Chignolin на Proteopedia) виявили поступовий процес згортання Ця шпилька має функції послідовності, подібні до понад 13000 відомих шпильок, і тому може слугувати більш загальною моделлю для формування бета-шпильки. Формування рідної області повороту сигналізує про початок каскаду згортання, де власний поворот — той, який присутній у кінцевій складеній структурі.
При згортання загальних білків черга може відбуватися не в рідній області повороту (згину), а в С-ланцюжку бета-шпильки. Потім цей поворот поширюється через С-ланцюг (бета-ланцюг, що веде до С-кінця), поки не досягне рідної області повороту. Іноді взаємодії залишків, що ведуть до рідної області повороту, занадто сильні, викликаючи зворотне поширення. Однак, як тільки натурний поворот утворюється, взаємодія між залишками проліну та триптофану (видно на зображенні праворуч) у регіоні допомагає стабілізувати поворот, запобігаючи зворотнім процесам.
Дослідники вважають, що повороти не виникають у N-ланцюзі через підвищену жорсткість (часто спричинену проліном, що веде до рідного регіону повороту) та менш конформаційними варіантами. Початкове формування повороту відбувається приблизно за 1 мкс. Після встановлення початкової черги було запропоновано два механізми, як решта складових бета-шпильки: гідрофобний колапс із перестановкою на рівні бічного ланцюга або більш прийнятий механізм, що нагадує блискавку.
Мотив β-шпильки можна знайти в багатьох макромолекулярних білках. Однак невеликі і прості β-шпильки можуть існувати і самостійно. Щоб це чітко бачити, білок домену Pin1 показано ліворуч як приклад.